# (5969) Ryuichiro
(5969) Ryuichiro est un astéroïde de la ceinture principale.

## Description
(5969) Ryuichiro est un astéroïde de la ceinture principale. Il fut découvert le 17 mars 1991 à Geisei par Tsutomu Seki. Il présente une orbite caractérisée par un demi-grand axe de 2,32 UA, une excentricité de 0,12 et une inclinaison de 7,5° par rapport à l'écliptique.

## Compléments